# Werner Vick
Hermann Robert Werner Vick (* 3. Dezember 1920 in Hamburg; † 6. Dezember 2000 in Neetze-Süttorf) war ein deutscher Handballspieler und Handballtrainer. Als Spieler der deutschen Nationalmannschaft wurde Vick zweimal Weltmeister im Feldhandball; mit dem SV Polizei Hamburg war er mehrfacher Deutscher Meister auf dem Feld und in der Halle.

## Leben
Werner Vick war gelernter Kaufmann. Nach dem Ende des Zweiten Weltkriegs arbeitete er als Leiter zweier Polizeikantinen, außerdem seit 1964 als Dozent an der Sporthochschule in Köln.
Für seine Verdienste um den Sport wurde Vick zwei Mal das Silberne Lorbeerblatt verliehen (1951 und 1953) sowie 1998 das Bundesverdienstkreuz am Bande.

## Sportliche Laufbahn
Werner Vick war einer der erfolgreichsten Handballer der 1940er und 1950er Jahre. 1934 trat er dem Polizei SV Hamburg bei, damals einer der stärksten deutschen Handball-Vereine, wo er sich nach wenigen Jahren als Stammspieler etablierte. Der Abwehrspezialist gewann mit seinem Verein zwischen 1941 und 1955 als Spieler und Spielertrainer sechs deutsche Meisterschaften im Feldhandball sowie nach 1950 die ersten vier Titel in Serie bei den damals neu eingeführten Meisterschaftsendrunden im Hallenhandball.
Sein erstes Länderspiel auf dem Großfeld bestritt Vick am 2. November 1941 in Hamburg gegen die Auswahl Dänemarks. Auch an den beiden letzten Länderspielen vor dem Kriegsende nahm er teil, die beide 1942 gegen Ungarn bestritten wurden.
Nach dem Krieg bestritt Vick mit der Handballnationalmannschaft weitere 37 Länderspiele, davon 14 in der Halle und 23 auf dem Feld. Dabei gewann er die Feldhandball-Weltmeisterschaft 1952 in der Schweiz und 1955 in Deutschland. Bei der Hallenweltmeisterschaft 1954 in Schweden wurde er mit dem deutschen Team Vizeweltmeister. Bereits neben seiner aktiven Spielerkarriere betreute er den Hamburger Stadtligisten Altrahlstedter MTV als Trainer.
Nach dem Saisonende 1955 beendete Vick seine aktive Laufbahn und wechselte ins Amt des Bundestrainers.

## Handball-Bundestrainer
Von 1955 bis 1972 war Werner Vick Bundestrainer der deutschen Handballnationalmannschaft der Männer, nachdem er zuvor schon mindestens seit 1949 auch Trainer beim Polizei SV Hamburg gewesen war.
Die von ihm mitbetreute gesamtdeutsche Mannschaft gewann im Hallenhandball bei der Weltmeisterschaft 1958 in der DDR die Bronzemedaille.
Im damals in Deutschland noch wesentlich populäreren Feldhandball holte die gesamtdeutsche Mannschaft bei der Weltmeisterschaft 1959 in Österreich den Titel. Vier Jahre später bei der Feldhandball-Weltmeisterschaft 1963 in der Schweiz traten erstmals zwei deutsche Mannschaften an; die von Vick trainierte DHB-Auswahl wurde Vizeweltmeister hinter der DDR. Bei der letzten je ausgespielten Feldhandball-Weltmeisterschaft 1966 wurde Vicks Mannschaft der letzte Weltmeister in dieser Sportart.
International hatte sich aber inzwischen der Hallenhandball gegenüber der Feldvariante der Sportart durchgesetzt, was beim DHB lange ignoriert wurde. Folge war, dass die Umstellung sehr schwer fiel. Werner Vick wurde in der deutschen Öffentlichkeit dafür verantwortlich gemacht und als Protagonist einer vergangenen Zeit angesehen. Nach dem enttäuschenden Abschneiden bei der Hallen-WM 1970 und dem sechsten Platz bei den Olympischen Spielen in München 1972 wurde er als Bundestrainer der Männer abgelöst.
1973 übernahm Werner Vick die Frauen-Nationalmannschaft, die er bis 1981 trainierte; größere Erfolge blieben dabei aus: Die Mannschaft verpasste sowohl die Qualifikation für die Weltmeisterschaft 1975 als auch die Olympischen Spiele 1976. Bei der Weltmeisterschaft 1978 erreichte Vicks Team nur den enttäuschenden achten Platz unter zwölf Teilnehmern.

## Funktionärstätigkeiten
Werner Vick war von 1972 bis 1981 Mitglied der Trainer- und Methodik-Kommission der International Handball Federation, von 1981 bis 1992 gehörte er der Schiedsrichterkommission des internationalen Dachverbands an.

## Erfolge
Feldhandball
- Weltmeister 1952 und 1955
- Deutscher Meister 1941, 1943, 1951, 1952, 1953 und 1955 (alle mit dem SV Polizei Hamburg)

Hallenhandball
- Deutscher Meister 1950, 1951, 1952 und 1953 (alle mit dem SV Polizei Hamburg)

als Bundestrainer
- Feldhandball-Weltmeister 1959 und 1966